# Mária Wittner
Mária Wittner (9. června 1937, Budapešť – 14. září 2022, Budapešť) byla maďarská politička, bývalá poslankyně parlamentu (2006–2014). Během maďarského povstání na podzim 1956 se aktivně účastnila bojů v okolí Corvin köz a v ulici Vajdahunyad v Budapešti. V průběhu sovětské invaze dne 4. listopadu 1956 byla v ulici Üllői út zraněna střepinami z miny. Za svou činnost byla po porážce povstání odsouzena k trestu smrti, později zmírněném na doživotní vězení. Veřejnost mohla poznat její jméno až po pádu komunismu v roce 1989.

## Životopis
Svého otce nepoznala, matka ji opustila. Jako dvouletá se dostala do péče karmelitánského řádu. V jedenácti letech se vrátila ke své matce, která ji brzy předala do státní péče.
Studia na gymnáziu zanechala, pracovala jako písařka v Szolnoku, později v okresní radě v obci Kunhegyes. V roce 1955 se jí narodil syn, kterého vychovávala sama. Půl roku nato se přestěhovala do Budapešti a žila z příležitostných prací.

### Účast v povstání 1956
Revolučních událostí na podzim 1956 se účastnila od prvního dne. K bojujícím povstalcům se připojila během obléhání budovy Maďarského rozhlasu (23. října 1956 večer). Dne 24. října se v povstaleckém centru Corvin köz poznala s Katalin Sticker Havrila Béláné, s níž se starala o raněné.
Připojila se ke skupině operující v ulici Vajnahunyad a účastnila se ozbrojených střetů. Za účelem získání více zbraní obsadili policejní velitelství X. obvodu. Během sovětského útoku dne 4. listopadu byla na ulici Üllői út zraněna střepinami z miny a převezena do nemocnice v ulici Sándora Péterfyho.
Dne 9. listopadu se neúspěšně pokusila opustit Maďarsko. Byla zatčena, ale tehdy ji ještě propustili. Úspěšně se dostala do Rakouska, ale po pár týdnech se vrátila domů a pracovala jako pomocná dělnice. Dne 16. července 1957 následovalo její zatčení. „Za účast v organizovaném ozbrojeném povstání s cílem svrhnout státní zřízení, blíže neurčený několikanásobný pokus o vraždu, ozbrojenou loupež a nedovolené opuštění státu,“ byla dne 23. července 1958 ve věku 21 let odsouzena soudem prvního stupně k trestu smrti.
Dvě stě dní strávila ve vězení s rozsudkem trestu smrti. Soud druhého stupně dne 24. února 1959 změnil její trest na doživotní odnětí svobody. Propuštěna byla až pod mezinárodním tlakem dne 25. března 1970.
O časech strávených ve vězení promluvila mimo jiné ve filmech Szabadság vihara (tj. „Bouře svobody“) a Hóhér, vigyázz! (tj. „Kate, dávej pozor!“)

### Po propuštění
Pracovala jako švadlena, později jako uklízečka. Roku 1980 ve věku 43 let začala pobírat invalidním důchod. Po pádu komunismu se angažovala v nejedné organizaci spjaté s událostmi podzimu 1956. Stala se známou svým důsledným a vyhraněným antikomunismem.
V parlamentních volbách 2006 a 2010 získala mandát z republikové kandidátky pravicové strany Fidesz. V letech 2006–2010 byla jako poslankyně členkou parlamentního výboru pro zaměstnanost a pracovní záležitosti. V roce 2010 byla nejchudší ze všech poslanců, neměla žádný majetek. V dalším parlamentním cyklu 2010–2014 byla členkou výboru pro lidská práva a věci občanské, menšinové a náboženské.
V parlamentních volbách 2014 již nekandidovala.

## Diskuze o 50. výročí povstání (2006)
Mária Wittner sehrála hlavní roli v diskuzi, která vypukla roku 2006, s otázkou, zda se pamětníci roku 1956 mají společně účastnit připomínkových akcí 50. výročí revoluce se členy vlády z řad Maďarské socialistické strany. V den výročí 23. října 2006 pískali a pokřikovali na levicové účastníky (členy MSZP) výročí, jelikož je považují za dědice potlačovatelů revoluce.
Před 50. výročím mnoho organizací roku 1956 a veteránů povstání – mezi prvními právě Mária Wittner – vyjádřili své přání neoslavovat výročí spolu s levicovou vládou. Dále byl z jejich strany kritizován i oficiální památník povstání, který podle nich vyjadřuje spíše útisk nežli touhu po svobodě.

### Wittner a Napolitano
Ještě před výše zmíněnou diskuzí zaslali dne 24. května 2006 veteráni povstání – Mária Wittner, Sándor Rácz a László Balás Piri – otevřený dopis tehdejšímu prezidentu László Sólyomovi, ve kterém protestovali proti pozvání italské hlavy státu Giorgia Napolitana na oficiální oslavy 50. výročí s argumentem, že Napolitano byl roku 1956 aktivní v komunistickém hnutí a podporoval sovětskou intervenci v Maďarsku. V dopisu napsali: „Ve jménu přeživších šestapadesátníků nejdůrazněji protestujeme proti tomu, aby byl na 50. výročí revoluce a boje za svobodu pozván politik – a to i když je současným prezidentem Italské republiky –, který poskytl sovětským vrahům mezinárodní pomoc v jejich snaze utopit maďarskou touhu po svobodě v krvi.“

### Kate, dávej pozor!
Bez podpory parlamentního výboru se i v parlamentu promítal během připomínkových událostí 23. října 2008 film o na smrt odsouzené bojovnici z roku 1956 Márii Wittner s názvem Hóhér, vigyázz! (tj. „Kate, dávej pozor!“).

### Wittner o Gyulovi Hornovi
Dne 22. března 2011 během parlamentní rozpravy se dostala do sporu s poslancem Elődem Novákem (Jobbik), který kritizoval Fidesz: „Je bolestivé to říci, ale musím říci, že i Gyula Horn a jeho stoupenci brali vážněji ‚národní spolupráci‘ nežli vy, kteří tak často používáte tohoto výrazu.“
Na co Mária Wittner reagovala slovy: „Děkuji vám pěkně, že jste prohlásil Gyulu Horna za velkého krále tohoto národa. Pokud to nevíte, Gyula Horn byl kat. Byl katem z nejlepších. A teď právě z laskavosti našeho premiéra, z vašich, z mých daní a z daní všech, ale také z lidskosti, je už tři roky v bolestech léčen ve Vojenské nemocnici, neschopen zemřít.“

## Ocenění
- Velký záslužný kříž Maďarské republiky (1991)
- Cena svatého Štěpána (2006)
- Čestné občanství budapešťského VIII. obvodu Józsefváros (2016)[4]